# Edson Cordeiro

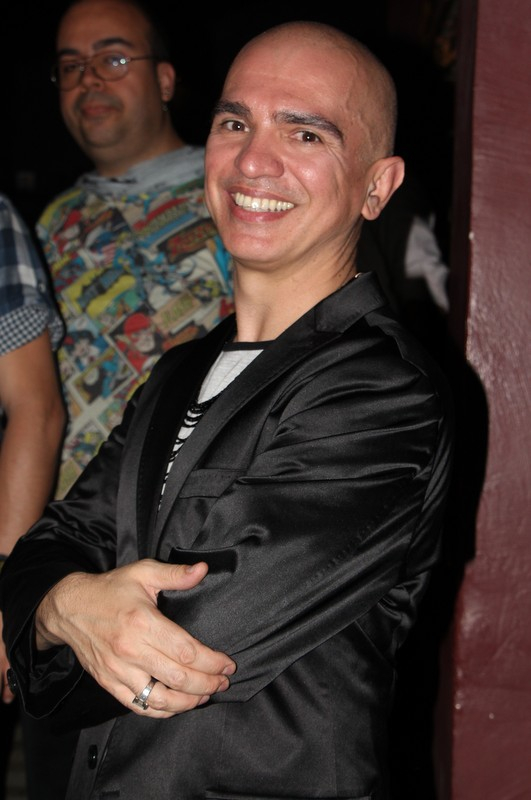
Edson Cordeiro år 2015.

Edson Cordeiro (Född 9 februari 1967, Santo André) är en brasiliansk sångare med ett imponerande vokalt omfång på över fyra oktaver. Edson är en oerhört populär artist i Brasilien och tilldelades 1996 priset "Prêmio Sharp" som bästa brasilianska popartist.

## Diskografi
- Edson Cordeiro (first album) (1994)
- Edson Cordeiro (second album) (1995)
- Terceiro Sinal (1996)
- Clubbing (1998)
- Disco Clubbing Ao Vivo (1998)
- Disco Clubbing 2 - Mestre de Ceremônia (1999)
- Klazz meets the voice (2007)